# سارة هابيل
سارة هابيل (بالإنجليزية: Sarah Habel)‏ هي ممثلة أمريكية، ولدت في 30 يوليو 1982 بميشيغان في الولايات المتحدة.

## أعمال

### مسلسلات
- كولد كيس
- هاواي فايف أو

## وصلات خارجية
- سارة هابيل على موقع IMDb (الإنجليزية)
- سارة هابيل على موقع ألو سيني (الفرنسية)
- سارة هابيل على موقع أول موفي (الإنجليزية)
- سارة هابيل على موقع قاعدة بيانات الفيلم (الإنجليزية)
- سارة هابيل على موقع كينوبويسك (الروسية)